# Kętrzyn
Kętrzyn (Rastenburg fino al 1945, Rastembork fino al 1946) è una città polacca del distretto di Kętrzyn nel voivodato della Varmia-Masuria. La città è parte della Masuria.

## Geografia fisica
Ricopre una superficie di 10,34 km² e nel 2004 contava 28 351 abitanti.

### Clima
| Kętrzyn (1991-2020) Fonte: meteomodel.pl | Mesi         | Mesi         | Mesi         | Mesi        | Mesi        | Mesi        | Mesi        | Mesi        | Mesi        | Mesi        | Mesi         | Mesi         | Stagioni | Stagioni | Stagioni | Stagioni | Anno    |
| Kętrzyn (1991-2020) Fonte: meteomodel.pl | Gen          | Feb          | Mar          | Apr         | Mag         | Giu         | Lug         | Ago         | Set         | Ott         | Nov          | Dic          | Inv      | Pri      | Est      | Aut      | Anno    |
| ---------------------------------------- | ------------ | ------------ | ------------ | ----------- | ----------- | ----------- | ----------- | ----------- | ----------- | ----------- | ------------ | ------------ | -------- | -------- | -------- | -------- | ------- |
| T. max. media (°C)                       | 0,1          | 1,4          | 5,9          | 13,3        | 18,7        | 21,5        | 23,9        | 23,6        | 18,3        | 11,9        | 5,6          | 1,6          | 1,0      | 12,6     | 23,0     | 11,9     | 12,1    |
| T. media (°C)                            | −2,2         | −1,4         | 2,0          | 8,0         | 13,0        | 16,1        | 18,4        | 18,0        | 13,4        | 8,1         | 3,3          | −0,5         | −1,4     | 7,7      | 17,5     | 8,3      | 8,0     |
| T. min. media (°C)                       | −4,6         | −4,0         | −1,4         | 3,1         | 7,5         | 10,9        | 13,3        | 13,0        | 9,3         | 4,9         | 1,2          | −2,7         | −3,8     | 3,1      | 12,4     | 5,1      | 4,2     |
| T. max. assoluta (°C)                    | 12,3 (1991)  | 15,3 (2021)  | 22,6 (1968)  | 28,7 (2012) | 30,6 (1979) | 33,3 (1968) | 35,1 (2010) | 36,1 (1992) | 35,5 (2015) | 25,0 (1966) | 17,8 (1968)  | 12,0 (2015)  | 15,3     | 30,6     | 36,1     | 35,5     | 36,1    |
| T. min. assoluta (°C)                    | −30,7 (1987) | −28,7 (1985) | −24,0 (1987) | −9,6 (2013) | −3,7 (2007) | −0,1 (2001) | 4,7 (1976)  | 3,3 (1971)  | −2,5 (2002) | −8,0 (2003) | −21,4 (1998) | −25,2 (1978) | −30,7    | −24,0    | −0,1     | −21,4    | −30,7   |
| Giorni di calura (Tmax ≥ 30 °C)          | 0,0          | 0,0          | 0,0          | 0,0         | 0,0         | 0,8         | 2,5         | 1,9         | 0,0         | 0,0         | 0,0          | 0,0          | 0,0      | 0,0      | 5,2      | 0,0      | 5,2     |
| Giorni di gelo (Tmin ≤ 0 °C)             | 22,3         | 20,1         | 17,1         | 6,7         | 1,0         | 0,0         | 0,0         | 0,0         | 0,2         | 3,7         | 10,5         | 19,9         | 62,3     | 24,8     | 0,0      | 14,4     | 101,5   |
| Giorni di ghiaccio (Tmax ≤ 0 °C)         | 12,4         | 9,6          | 2,7          | 0,0         | 0,0         | 0,0         | 0,0         | 0,0         | 0,0         | 0,0         | 3,0          | 9,5          | 31,5     | 2,7      | 0,0      | 3,0      | 37,2    |
| Nuvolosità (okta al giorno)              | 6,5          | 6,3          | 5,7          | 5,3         | 5,2         | 5,4         | 5,2         | 5,1         | 5,3         | 5,8         | 6,7          | 6,6          | 6,5      | 5,4      | 5,2      | 5,9      | 5,8     |
| Precipitazioni (mm)                      | 32,5         | 27,6         | 35,3         | 36,0        | 58,4        | 74,7        | 80,9        | 73,9        | 55,6        | 54,7        | 44,4         | 36,5         | 96,6     | 129,7    | 229,5    | 154,7    | 610,5   |
| Giorni di pioggia                        | 9,3          | 7,4          | 8,8          | 7,1         | 8,9         | 10,2        | 10,5        | 10,1        | 8,5         | 9,0         | 8,9          | 8,9          | 25,6     | 24,8     | 30,8     | 26,4     | 107,6   |
| Nevicate (cm)                            | 201,7        | 204,7        | 120,8        | 12,1        | 0,3         | 0,0         | 0,0         | 0,0         | 0,0         | 2,3         | 27,9         | 118,9        | 525,3    | 133,2    | 0,0      | 30,2     | 688,7   |
| Giorni di neve                           | 17,3         | 16,6         | 9,7          | 1,5         | 0,0         | 0,0         | 0,0         | 0,0         | 0,0         | 0,5         | 4,4          | 13,2         | 47,1     | 11,2     | 0,0      | 4,9      | 63,2    |
| Umidità relativa media (%)               | 89,3         | 86,8         | 79,9         | 71,1        | 72,4        | 76,1        | 77,5        | 76,7        | 81,7        | 86,2        | 91,2         | 91,1         | 89,1     | 74,5     | 76,8     | 86,4     | 81,7    |
| Ore di soleggiamento mensili             | 44,8         | 64,1         | 124,6        | 192,3       | 251,4       | 247,3       | 254,1       | 234,3       | 160,6       | 105,3       | 43,0         | 33,6         | 142,5    | 568,3    | 735,7    | 308,9    | 1 755,4 |
| Pressione a 0 metri s.l.m. (hPa)         | 1 002,5      | 1 001,4      | 1 001,5      | 1 001,2     | 1 002,1     | 1 001,3     | 1 000,6     | 1 002,1     | 1 003,1     | 1 003,0     | 1 001,5      | 1 002,3      | 1 002,1  | 1 001,6  | 1 001,3  | 1 002,5  | 1 001,9 |
| Tensione di vapore (hPa)                 | 5,0          | 5,1          | 5,9          | 7,6         | 10,8        | 13,8        | 16,1        | 15,6        | 12,6        | 9,5         | 7,5          | 5,8          | 5,3      | 8,1      | 15,2     | 9,9      | 9,6     |
| Vento (direzione-m/s)                    | 4,2          | 4,0          | 3,7          | 3,4         | 3,1         | 3,0         | 2,9         | 2,9         | 3,1         | 3,7         | 4,1          | 4,1          | 4,1      | 3,4      | 2,9      | 3,6      | 3,5     |

## Storia
La città fu fondata nel Medioevo.

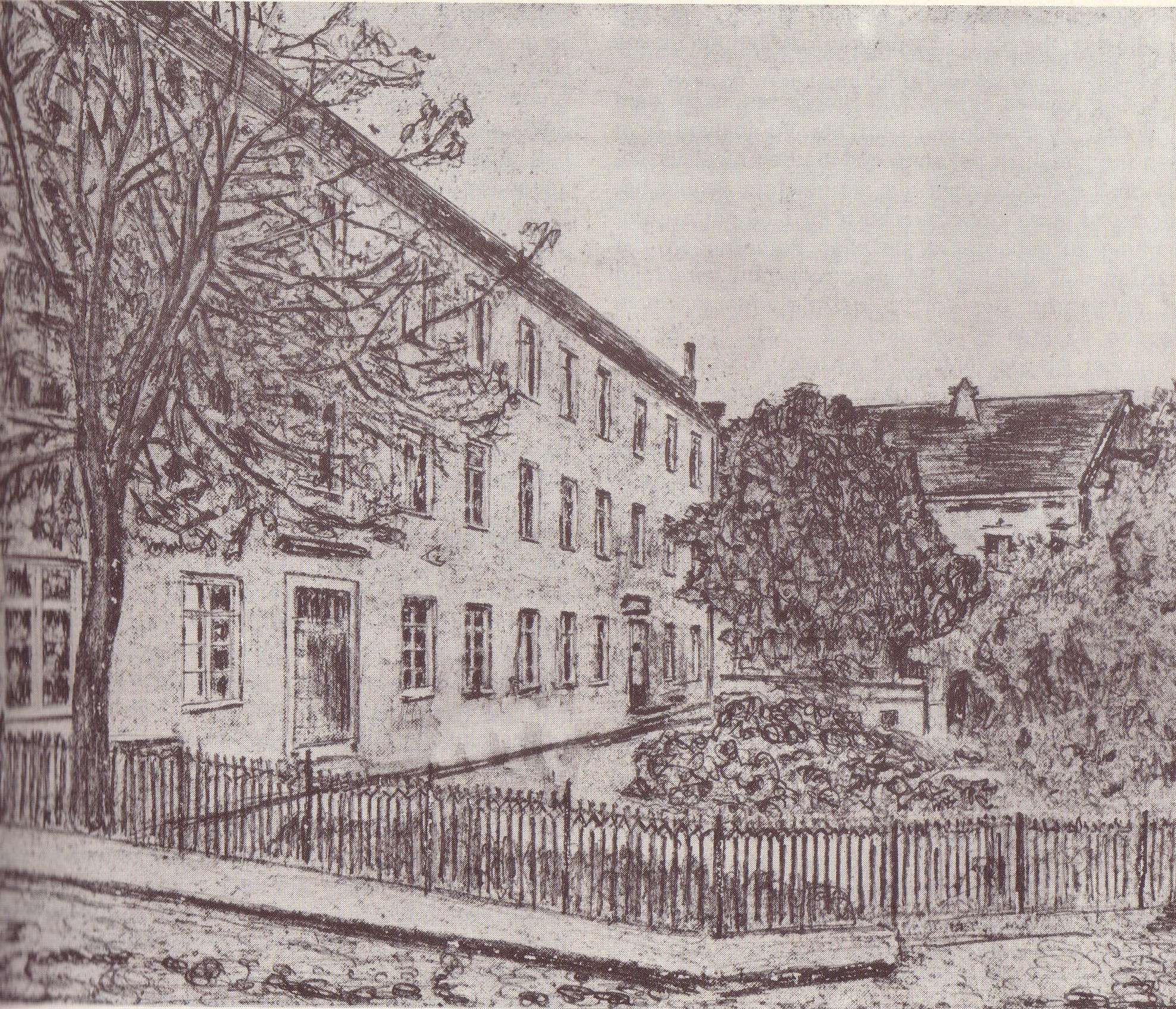
Vecchia scuola, frequentata da Wojciech Kętrzyński nel 1855-1859

Tra il 1871 e il 1945 fece parte della Germania. Nei pressi di Kętrzyn (precisamente a Görlitz (Gierłoż), frazione del suo comune rurale) sorgeva la Wolfsschanze (tana del lupo), quartier generale militare di Adolf Hitler e teatro dell'attentato del 20 luglio 1944, nel corso dell'Operazione Valchiria.
Nel gennaio del 1945 venne occupata dalla Armata Rossa e dopo l'annessione alla Polonia prese il nome di Rastembork nel 1945 e nel 1946 di Kętrzyn in onore dell'illustre storico e attivista polacco Wojciech Kętrzyński, che frequentò la scuola locale nel XIX secolo.
Dal 1946 al 1998 fece parte del voivodato di Olsztyn.

## Monumenti storici
- Basilica collegiata di San Giorgio
- Castello
- Chiesa di San Giovanni
- Mura medievali
- Municipio
- Chiesa di Santa Caterina
- Liceum Ogólnokształcące im. Wojciecha Kętrzyńskiego (liceo)
- Torri d'acqua
- Vecchie case e altro ancora

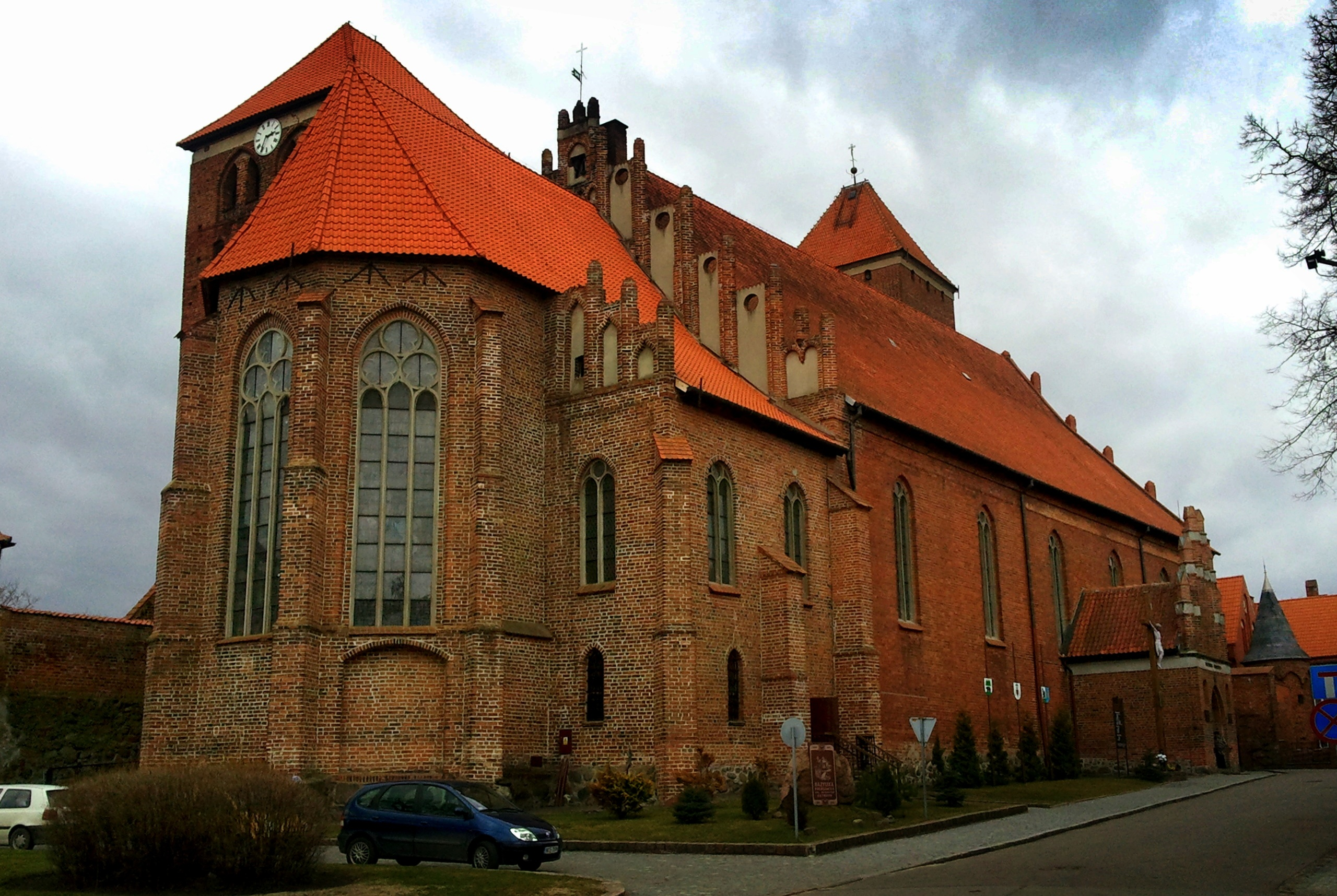
Basilica collegiata di San Giorgio
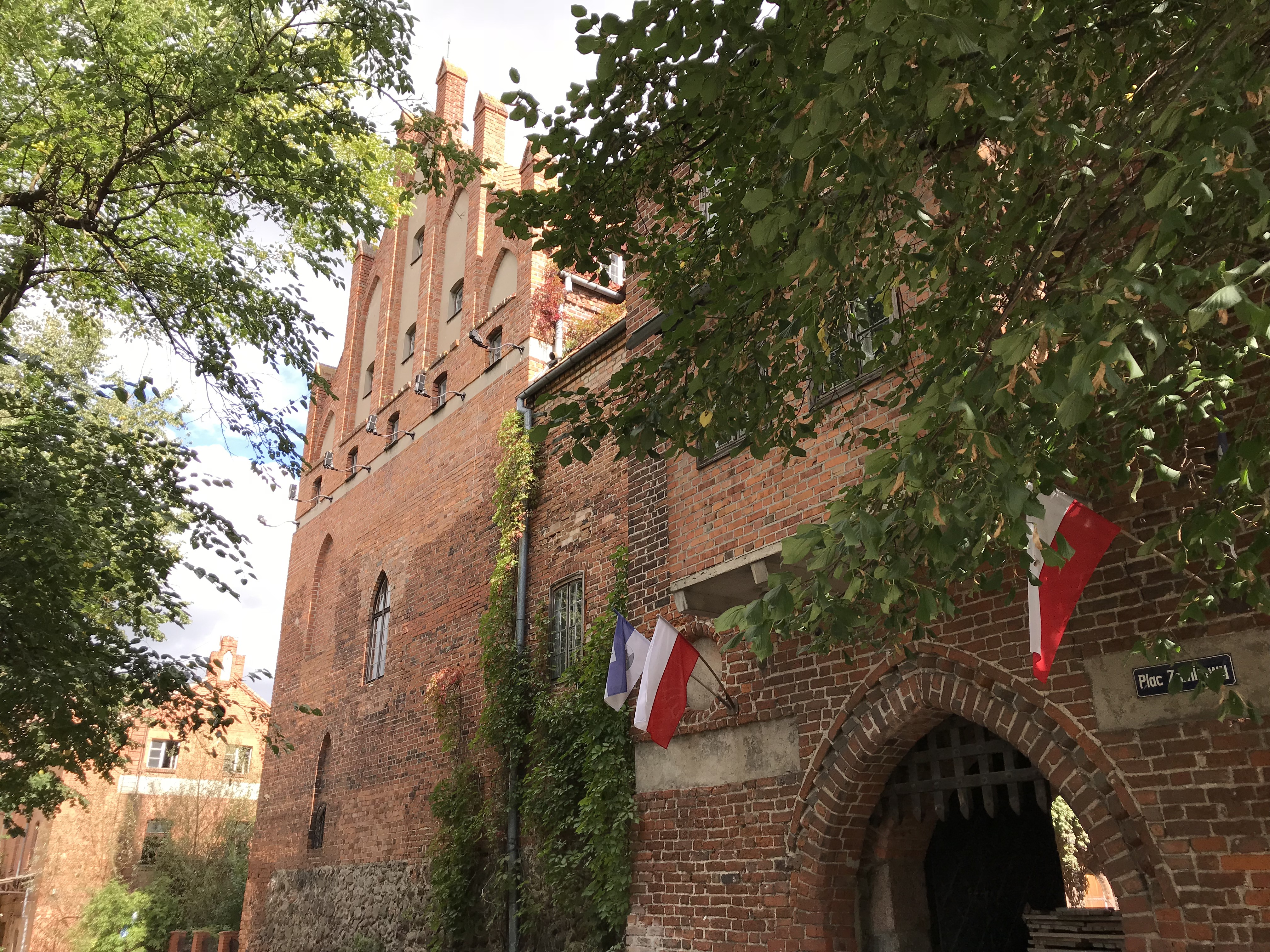
Castello
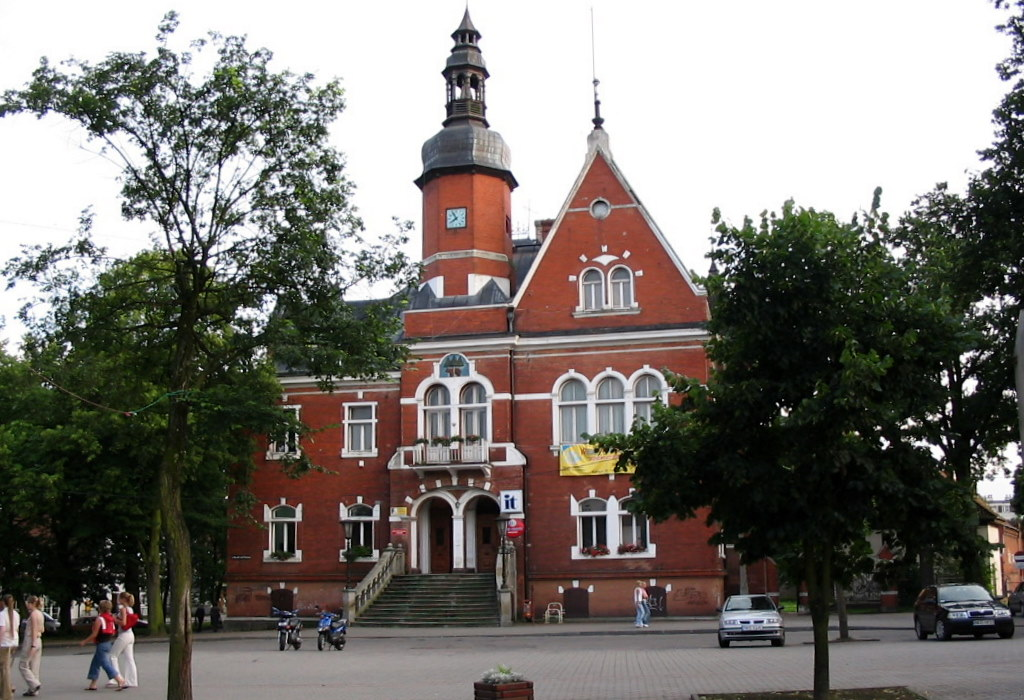
Municipio
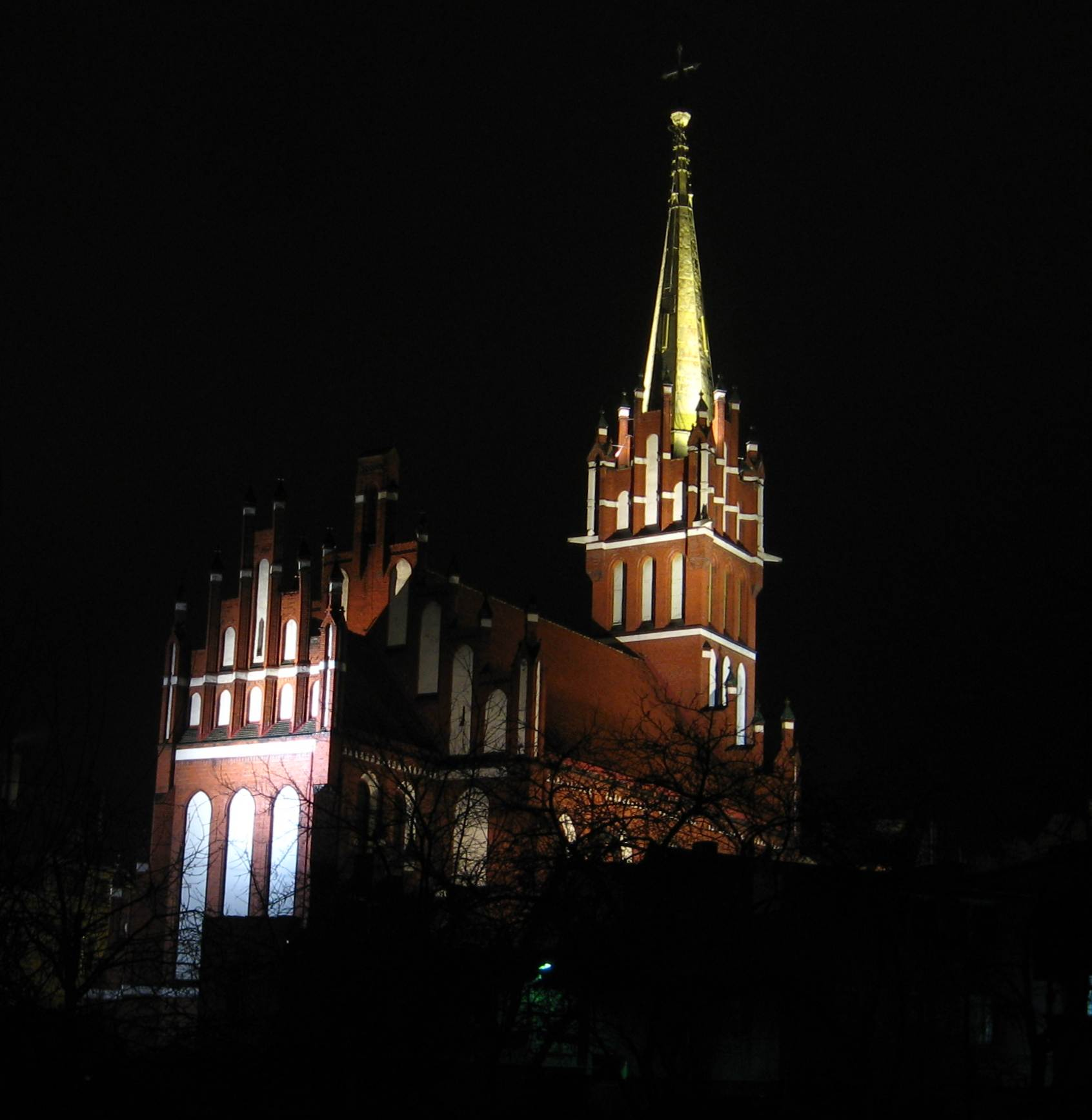
Chiesa di Santa Caterina

## Sport
La più importante società calcistica è Granica Kętrzyn.